# Tatjana Lematschko
Tatjana Lematschko ou Tatiana Lematchko est une joueuse d'échecs soviétique (jusqu'en 1973) puis bulgare (de 1975 à 1982) et suisse (depuis 1983), née le 16 mars 1948 à Moscou ou à Izmaïl et morte le 17 mai 2020 à Zurich.
Elle fut la première joueuse soviétique à émigrer d'Union soviétique en 1972. Grand maître international féminin depuis 1977, elle remporta cinq fois le championnat de Bulgarie et dix fois le championnat de Suisse. Elle se qualifia à trois reprises pour  le tournoi des candidates (tournoi de sélection pour la finale du championnat du monde féminin) : en 1977, 1980 et 1983.

## Biographie
Originaire d'Union soviétique, elle grandit à Izmaïl en Ukraine. Elle apprend les règles du jeu d'échecs par son frère aîné. 
En 1966, elle commence des études à l'institut central de culture physique à Moscou. Elle se qualifie pour la finale du championnat d'URSS féminin en 1970 et rencontre à ce moment son mari de nationalité bulgare.  Elle quitte l'Union soviétique pour la Bulgarie en 1972.
En 1982, avant de la dernière ronde de l'Olympiade de Lucerne qu'elle disputait avec l'équipe de Bulgarie, elle fit défection et demanda l'asile politique à la Suisse,.

## Palmarès
Elle gagne cinq fois le championnat bulgare d'échecs féminin (en 1974, 1975, 1978, 1979 et 1981) et dix fois le championnat de Suisse d'échecs (en 1984, 1986, 1995, 1997, 2003, 2004, 2006, 2008, 2009 et 2010).
Elle remporte le tournoi de Wijk aan Zee féminin en 1976.

## Championnats du monde féminins

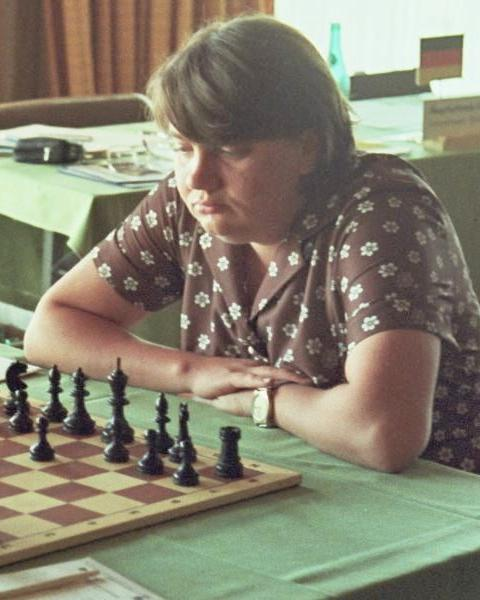
Tatjana Lematschko en 1982

Elle participa plusieurs fois au  Championnat du monde d'échecs féminin :
- en 1975-1978 (elle jouait pour la Bulgarie) :
  - vainqueur du tournoi zonal à Pula en septembre 1975 ;
  - 3e-4e du tournoi interzonal (novembre 1976), puis vainqueur du départage pour la troisième place (février 1977) ;
  - éliminée au premier tour lors du tournoi des candidates par Elena Akhmilovskaïa (5,5 à 6,5) ;
- en 1979-1980
  - vainqueur du tournoi interzonal féminin de Alicante (octobre 1979) ;
  - elle perdit au premier tour du tournoi des candidates contre Marta Litinska (2,5 à 5,5) en juin 1980 ;
- en 1982-1983,
  - troisième du tournoi interzonal en 1982
  - éliminée au premier tour du tournoi des candidates par Nana Alexandria (4,5 à 5,5) ;
- en 1987, deuxième du tournoi zonal ;
- en 1990 :  éliminée lors du tournoi interzonal (onzième avec 7,5 points sur 17) ;
- en 1991, deuxième du tournoi zonal ;
- en septembre 1995 :  éliminée lors du tournoi interzonal féminin de Chişinău avec 5 points sur 13 ;
- en avril 1999 : éliminée lors du tournoi zonal à Dresde avec 5,5 points sur 11.

## Compétitions par équipe

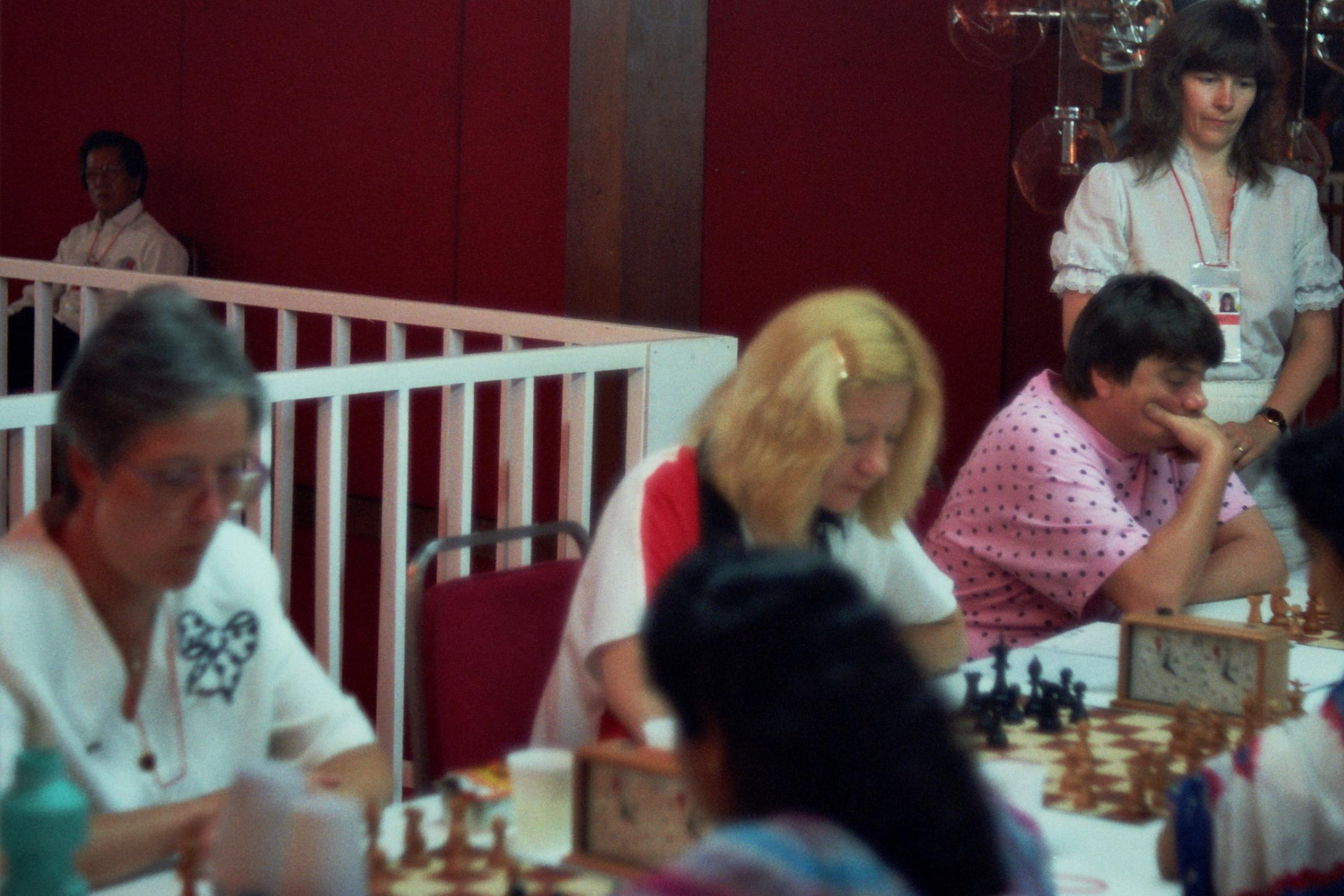
Tatiana Lematschko (troisième en partant de la gauche) avec l'équipe de Suisse à l'Olympiade d'échecs de 1992 à Manille.

Elle participe quatre fois à  l'Olympiade d'échecs dans la section féminine pour la Bulgarie (en 1974, 1978, 1980 et 1982) et onze fois pour la Suisse (de 1984 à 1998, puis en 2004, 2008 et 2010). 
Avec la Bulgarie, elle remporte la médaille de bronze par équipe et la médaille de bronze individuelle au premier échiquier à Nice en 1974.
Dans l'équipe de Suisse, elle remporte la médaille d'or individuelle à l'Olympiade d'échecs de 1986 pour la meilleure performance au premier échiquier, ainsi qu'une médaille d'argent en 1988 et une médaille de bronze en 1984, à chaque fois au premier échiquier.